# Майтхілі
Майтхілі, або майтілі (самоназва मैथिली, Maithili) — мова, поширена в східній частині Індії, в основному в штаті Біхар, та на сході смуги Тераї, в Непалі. Вона є частиною індоарійської мовної групи, підгрупи індо-іранських мов індо-європейської мовної сім'ї. Лінгвісти відносять майтхілі до східної підгрупи індоарійських мов, що робить її істотно відмінною від гінді, яку відносять до центральної підгрупи. За даними перепису 2001 року в Індії мовою майтхілі розмовляють 12,2 млн осіб, але за оцінками ряду незалежних організацій це число значно більше та коливається між 34 і 42 млн осіб. У різні часи майтхілі офіційно розглядалась як діалект гінді та бенгалі. Завдяки активному громадському руху в 2003 році їй було надано офіційний статус, як зазначено у цілому розділі  Конституції Індії, який дозволяє зараз використання майтхілі у сферах освіти, урядових та інших офіційних установах. Майтхілі має дуже багату культурну та літературну спадщину.
Майтхілі на письмі традиційно записували письменностями майтхілі (також відомою під назвами «тірхута» і «мітхілакшар») і кайтхі. Проте, зараз для передачі майтхілі найчастіше використовують систему письма деванагарі. Однак уряд та громадськість докладають зусилля, щоб зберегти писемність майтхілі й розвивати її в сучасному мовному середовищі, зокрема використовувати в електронних засобах масової інформації.

## Історія мови
Термін "Майтхілі" походить від назви стародавнього царства Майтіла, що існувало на території Індії і в певний період мало правителем легендарного царя Джанака (який згадується в Рамаяні). Майтхілі також є одним з імен Сіти, дружини царя Рами і дочки царя Джанака.
Підтвердженим фактом є те, що вчені та вищі касти в Майтіла використовували в основному санскрит для своїх літературних чи офіційних записів, а майтхілі була мовою простого народу, одним з фольклорних різновидів «Абагатта» (Abahatta). Діалекти абагатта існували з VI століття до XIV століття одночасно з ранніми варіантами мов орія, бенгалі та майтхілі, які були характерні для різних племінних груп. У кінцевому підсумку діалекти абагатта, що в санскріті зневажливо порівнювалися з «безглуздими звуками», стали значимим явищем, етапом в еволюції східної групи індоарійських мов, а з часом сформували свою окремість й особливу мову для мільйонів жителів та народностей на території Індостану. Найхарактернішими особливостями діалектів «Абагатта» відмінними від санскриту стали: втрата префіксів і суфіксів, втрата граматичного роду, широке використання коротких голосних, наголоси в кінці або в середині слів, заміна [H] на [S] та інші.
Сама рання робота написана на майтілі, яка дійшла до нас  — це "Варн Ратнакар" (Varn Ratnakar), яку написав Джотірішвар Тхакур (Jyotirishwar Thakur) приблизно у 1224 році. У часи Середньовіччя майтілі здобула найбільшого впливу, особливо під час династії Карнат (Karnat), завдяки діяльності низки вчених та популярних письменників: Гандеш (Gangesh), Падманабг (Padmanabh), Чандешвар (Chandeshwar), Вайрешвар (Vireshwar), Відьяпаті (Vidyapati), Вачаспаті (Vachaspati), Пакшадгар (Pakshadha), Аячі (Ayachi), Удаян (Udayan), Шанкар (Shankar) та інші.
Найвідомішим представником майтілі став Відьяпаті, котрий жив у період з 1350 по 1450 роки. Хоча він був знаним санскритологом і написав незліченну кількість віршів (пісень) саме на майтілі, його доробок однаково сприймається як в Бенгалії, так і в Майтілі. Саме тому його пісні вважають душею Майтіли і ніяке святкування не може обійтися без його пісень ще й досі. Варто відзначити, що його пісні завдячують в своєму збереженні саме народному гортанному співу жінок майтілі. Крім того, його вірші несуть й значне релігійне значення в культурі Майтіла. Сучасний театр почав використовувати майтілі, наприклад так, як це зробив Каушаль Кумара Дас (Shri Kaushal Kumar Das) у 1982 році, у своєму театрі Аріпан (Aripan).
Сучасна мова майтілі розвинулась й завдячує в своєму вдосконаленні серові Джорджу Абрагаму Ґрірсонові (Sir George Abraham Grierson), ірландському лінгвістові і цивільному службовцю. Він невпинно досліджував фольклор майтілі і зрештою написав свою працю - граматику майтілі, якою користуються і в наш час.
Типова мова майтілі має кілька діалектів, але в цілому є 2 основні її варіанти. У північному та західному Біхарі її зазвичай називають «майтілі», зате в інших районах, а саме на сході Біхару і в штаті Джаркханд вона відома як «ангіка», що пішло від колишньої держави Ангеш (Angesh). Ангіка також зустрічається в районах Бангалору і його околицях.
Мова «майтілі» була відзначена в VIII поправці індійської конституції і стала однією з 22 національних мов Індії. Мову майтілі почали серйозно вивчати в Літературній академії (Sahitya Academy). Після цього, щороку, дана академія присуджує свою нагороду як за переклади на майтхілі з інших мов так і з майтхілі на інші мови.

## Письменники, що пишуть на Майтхілі
На мові майтхілі написано багато літературних творів та записано багато усної народної творчості народностей Індії.
Деякі з театральних постановок середньовічних часів були написані цією мовою, напр.:
- Umapati (Parijat Haran),
- Jyotireeshwar (Dhurt Samagam),
- Vidyapati (Goraksha Vijay, Mani Manjari),
- Ramapati (Rukmini Haran),
- Lal (Gauri Swayambar),
- Manbodh (Krishna Janma).

Мова Майтілі стала найвживанішою серед багатьох авторів, що писали гумор та сатиру на теренах Індії. Також, цією мовою писали такі відомі індійські письменники:
- Відьяпаті (Vidyapati)
- сер Джордж Абрагам Ґрірсон (Sir George Abraham Grierson),
- Джйотірішвар Тхакур (Jyotirishwar Thakur)
- Ачар'я Рамлохан Саран (Acharya Ramlochan Saran)
- Бінод Біхарі Верма (Binod Bihari Verma)
- Раджкамал Чаудгарі (Rajkamal Chaudhary)
- Рамдхарі Сінґх «Дінкар» (Ramdhari Singh «Dinkar»)
- Джаямант Місхра (Jayamant Mishra)
- Наґарджун (Nagarjun)
- Рганішвар Натг «Рену» (Phanishwar Nath «Renu»)
- Радга Крішна Чоудгарі (Radha Krishna Choudhary)